# Copa do Mundo de Críquete T20
A Copa do Mundo de Críquete T20 ou ICC World Twenty20 é o campeonato mundial de seleções de críquete, jogado na forma de disputa Twenty20. Organizado pela International Cricket Council (ICC), e disputado desde 2007.

## Resultados
| Ano           | Sede(s)           | Local da final                        | Final                                | Final                                                | Final                              |
| Ano           | Sede(s)           | Local da final                        | Campeão                              | Resultado                                            | Vice                               |
| ------------- | ----------------- | ------------------------------------- | ------------------------------------ | ---------------------------------------------------- | ---------------------------------- |
| 2007 Detalhes | África do Sul     | Wanderers Stadium, Joanesburgo        | Índia 157/5 (20 overs)               | Índia ganhou por 5 corridas Scorecard                | Paquistão 152 all out (19.4 overs) |
| 2009 Detalhes | Inglaterra        | Lord's Cricket Ground, Londres        | Paquistão 139/2 (18.4 overs)         | Paquistão ganhou por 8 wickets Scorecard             | Sri Lanka 138/6 (20 overs)         |
| 2010 Detalhes | Índias Ocidentais | Kensington Oval, Bridgetown, Barbados | Inglaterra 148/3 (17 overs)          | Inglaterra ganhou por 7 wickets Scorecard            | Austrália 147/6 (20 overs)         |
| 2012 Detalhes | Sri Lanka         | R Premadasa Stadium, Colombo          | Índias Ocidentais 137/6 (20 overs)   | Índias Ocidentais ganharam por 36 corridas Scorecard | Sri Lanka 101 all out (18.4 overs) |
| 2014 Detalhes | Bangladesh        | Sher-e-Bangla Stadium, Daca           | Sri Lanka 134/4 (17.5 overs)         | Sri Lanka ganhou por 6 wickets Scorecard             | Índia 130/4 (20 overs)             |
| 2016 Detalhes | Índia             | Eden Gardens, Calcutá                 | Índias Ocidentais 161/6 (19.4 overs) | Índias Ocidentais ganharam por 4 wickets Scorecard   | Inglaterra 155/9 (20 overs)        |
| 2020 Detalhes | Austrália         | Melbourne Cricket Ground, Melbourne   |                                      |                                                      |                                    |